# Boukha

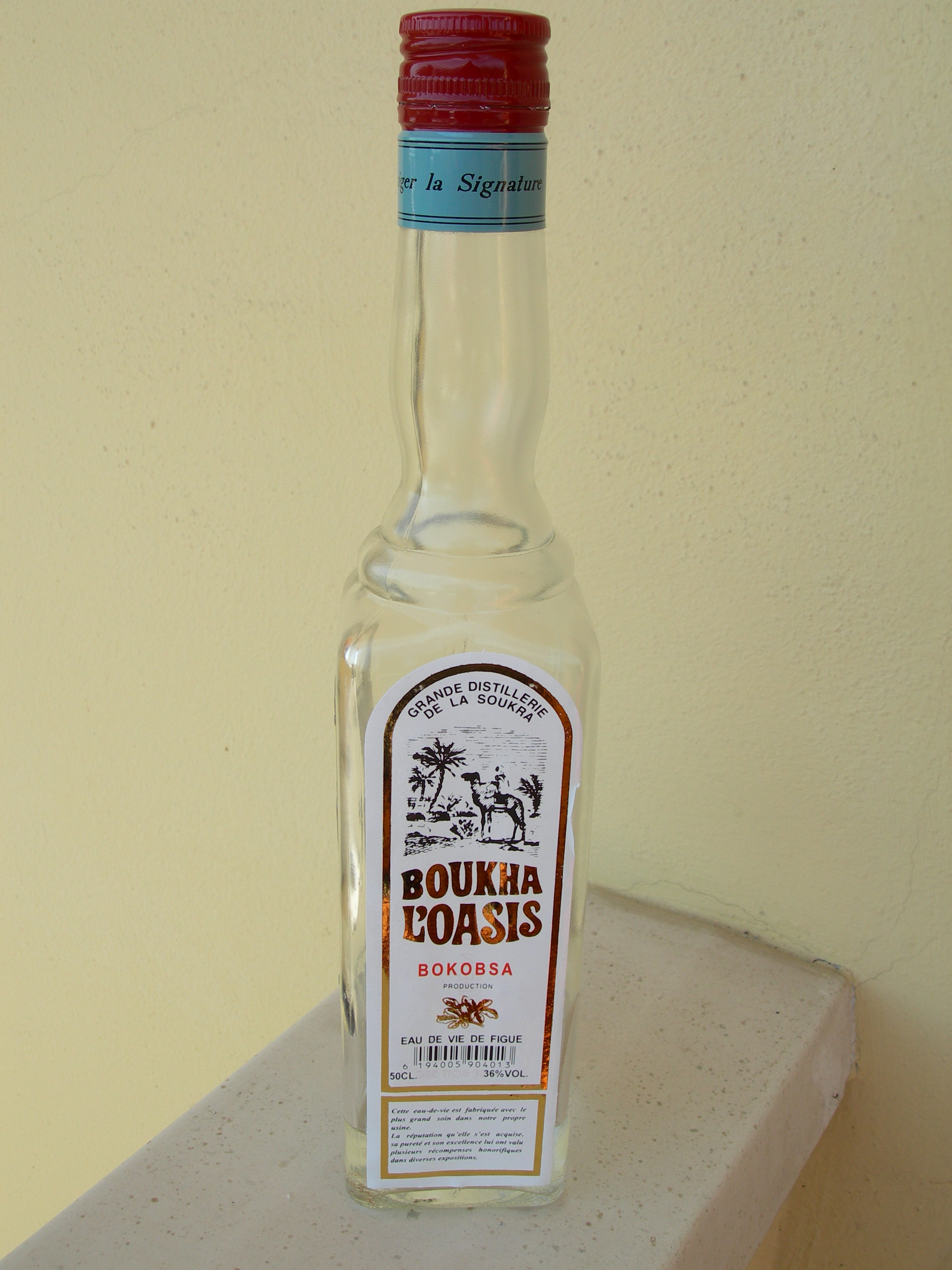
Eine Flasche Boukha

Die Boukha ist eine Spirituose, die in Tunesien aus Feigen gewonnen wird.
Sie wird durch einfache Destillation von Feigen aus dem Mittelmeerraum hergestellt und erreicht 36 bis 40 Volumenprozent Alkohol.
Boukha wird als Aperitif pur, temperiert oder gekühlt serviert. Sie kann auch Basis von zahlreichen Cocktails sein, Fruchtsalate würzen oder in Raumtemperatur als Digestif getrunken werden.